# Air Force Sustainment Center

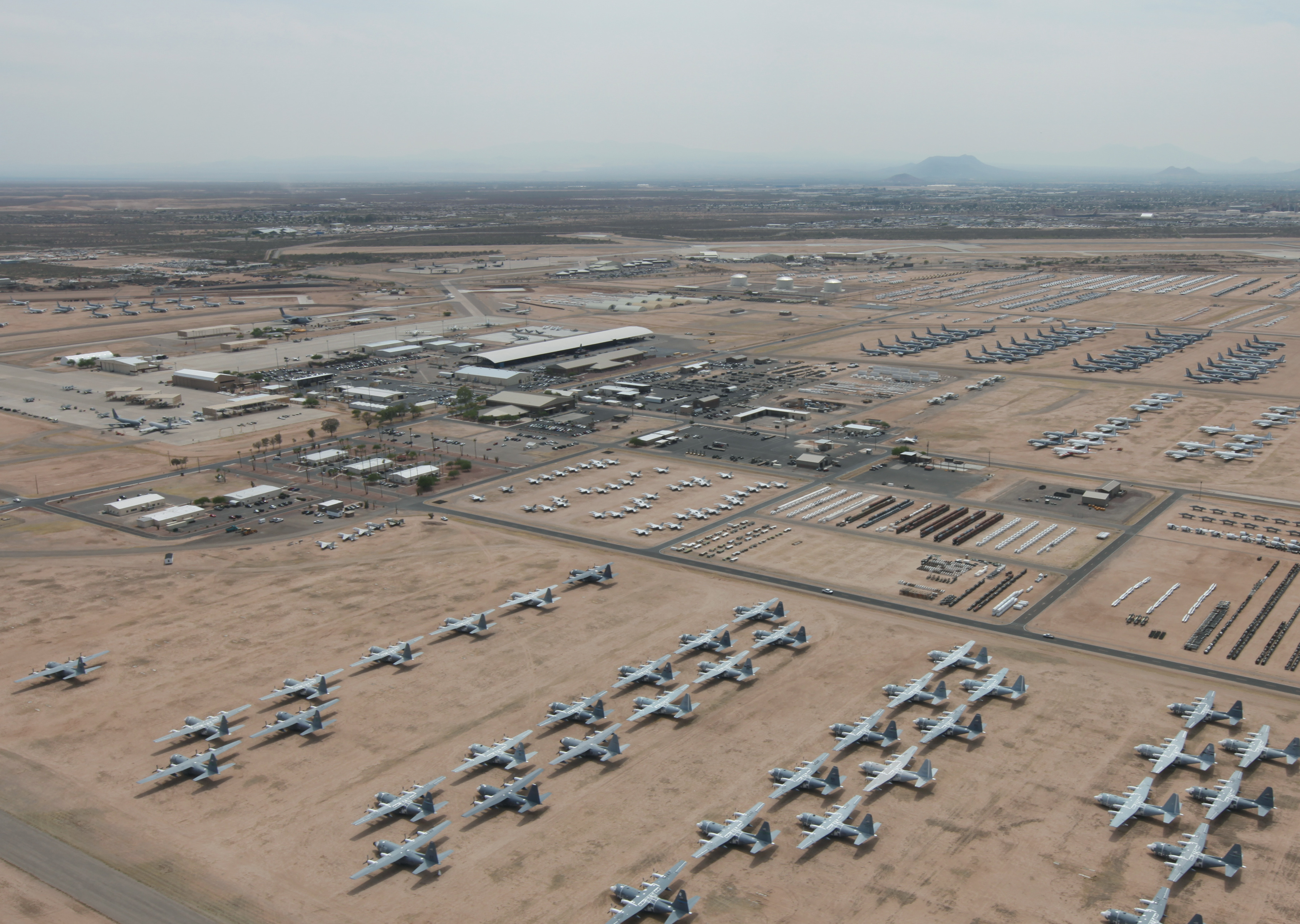
Veduta aerea del 309th Aerospace Maintenance and Rigeneration Group presso la Davis-Monthan AFB, Arizona

L'Air Force Sustainment Center è un Centro di supporto logistico dell'Air Force Materiel Command. Il suo quartier generale è situato presso la Tinker Air Force Base, in Oklahoma.

## Missione
L'AFSC è uno dei sei centri specializzati dell'AFMC. La sua missione è quella di fornire sostentamento e prontezza logistica alle forze aeree da combattimento americane. Il centro incorpora un quartier generale, tre complessi logistici aeronautici, tre stormi di base aerea, due stormi per le catene di fornitura e diverse località operative remote che incorporano in totale più di 35.000 uomini tra militari e personale civile.

## Organizzazione
Attualmente, al maggio 2017, il Centro controlla:
- Ogden Air Logistics Complex, situato presso la Hill Air Force Base, Utah
  -  309th Aerospace Maintenance and Rigeneration Group, situato presso la Davis-Monthan Air Force Base, Arizona
  - 309th Aircraft Maintenance Group
    - 570th Aircraft Maintenance Squadron - Manutenzione F-35A
    - 571st Aircraft Maintenance Squadron - Manutenzione A-10
    - 572nd Aircraft Maintenance Squadron - Manutenzione C-130
    - 573rd Aircraft Maintenance Squadron - Manutenzione F-16
    - 574th Aircraft Maintenance Squadron - Manutenzione F-22A
    - 575th Aircraft Maintenance Squadron, Joint Base San Antonio-Randolph, Texas - Manutenzione T-38
    - 576th Aircraft Maintenance Squadron - Manutenzione A-10, C-130, F-16, F-22A e F-35A

  - 309th Commodities Maintenance Group
    - 530th Commodities Maintenance Squadron
    - 531st Commodities Maintenance Squadron
    - 532nd Commodities Maintenance Squadron

  - 309th Electronic Maintenance Group
    - 523rd Electronic Maintenance Squadron
    - 524th Electronic Maintenance Squadron
    - 525th Electronic Maintenance Squadron
    - 526th Electronic Maintenance Squadron

  - 309th Maintenance Support Group
    - 309th Maintenance Support Squadron
    - 709th Maintenance Support Squadron
    - 809th Maintenance Support Squadron

  - 309th Missile Maintenance Group
    - 581st Missile Maintenance Squadron
    - 582nd Missile Maintenance Squadron

  - 309th Software Maintenance Group
    - 516th Software Maintenance Squadron
    - 517th Software Maintenance Squadron
    - 518th Software Maintenance Squadron
    - 519th Software Maintenance Squadron - Manutenzione software per l'F-16
    - 520th Software Maintenance Squadron
- Oklahoma City Air Logistics Complex
  - 76th Aircraft Maintenance Group
    - 564th Aircraft Maintenance Squadron - Manutenzione Aerocisterne
    - 565th Aircraft Maintenance Squadron - Manutenzione B-52
    - 566th Aircraft Maintenance Squadron - Manutenzione B-1
    - 567th Aircraft Maintenance Squadron - Manutenzione E-3

  - 76th Commodities Maintenance Group
    - 550th Commodities Maintenance Squadron
    - 551st Commodities Maintenance Squadron
    - 552nd Commodities Maintenance Squadron

  - 76th Maintenance Support Group
    - 76th Maintenance Support Squadron
    - 776th Maintenance Support Squadron

  - 76th Propulsion Maintenance Group
    - F-100 Engine Production
    - TF-33 Engine Production
    - General Electric Production

  - 76th Software Maintenance Group
    - 556th Software Maintenance Squadron - Manutenzione software per il B-1
    - 557th Software Maintenance Squadron
    - 558th Software Maintenance Squadron - Manutenzione software per l'E-3
    - 559th Software Maintenance Squadron
- Warner Robins Air Logistics Complex
  - 402nd Aircraft Maintenance Group
    - 558th Aircraft Maintenance Squadron
    - 559th Aircraft Maintenance Squadron - Manutenzione C-5
    - 560th Aircraft Maintenance Squadron - Manutenzione C-130
    - 561st Aircraft Maintenance Squadron - Manutenzione F-15
    - 562nd Aircraft Maintenance Squadron - Manutenzione C-17

  - 402nd Commodities Maintenance Group
    - 571st Production Support Squadron
    - 572nd Commodities Maintenance Squadron
    - 573rd Commodities Maintenance Squadron
    - 574th Commodities Maintenance Squadron

  - 402nd Electronics Maintenance Group
    - 566th Electronic Maintenance Squadron
    - 567th Electronic Maintenance Squadron
    - 568th Electronic Maintenance Squadron
    - 569th Electronic Maintenance Squadron

  - 402nd Maintenance Support Group
    - 402nd Maintenance Support Squadron
    - 802nd Maintenance Support Squadron

  - 402nd Software Maintenance Group
    - 577th Software Maintenance Squadron
    - 578th Software Maintenance Squadron
    - 579th Software Maintenance Squadron
    - 580th Software Maintenance Squadron
    - 581th Software Maintenance Squadron
- 72nd Air Base Wing, Tinker Air Force Base, Oklahoma
  - 72nd Medical Group
    - 72nd Aerospace Medicine Squadron
    - 72nd  Medical Support Squadron
    - 72nd Medical Operations Squadron
    - 72nd  Dental Squadron

  - 72nd Mission Support Group
    - 72nd Operations Support Squadron
    - 72nd Logistics Readiness Squadron
    - Civil Engineer Directorate
    - Communications Directorate
- 75th Air Base Wing, Hill Air Force Base, Utah
  - 75th Civil Engineering Group
    - 75th Civil Engineering Squadron
    - 775th Civil Engineering Squadron

  - 75th Mission Support Group
    - 75th Forces Support Squadron
    - 75th Logistics Readiness Squadron
    - 75th Operations Support Squadron
    - 75th Security Forces Squadron

  - 75th Medical Group
    - 75th Aerospace Medicine Squadron
    - 75th  Medical Support Squadron
    - 75th Medical Operations Squadron
    - 75th  Dental Squadron

  - 75th Communications and Information Directorate
  - 75th Air Base Wing Staff Agencies
- 78th Air Base Wing, Robins Air Force Base, Georgia
  - 78th Mission Support Group
    - 78th Force Support Squadron
    - 78th Logistics Readiness Squadron
    - 78th Security Forces Squadron

  - 78th Air Base Wing Communications Directorate
  - 78th Civil Engineer Group
    - 78th Civil Engineer Squadron
    - 778th Civil Engineer Squadron
    - Engineering Division
    - Installation Management Division

  - 78th Medical Group
    - 78th Aerospace Medicine Squadron
    - 78th  Medical Support Squadron
    - 78th Medical Operations Squadron
    - 78th  Dental Squadron
- 448th Supply Chain Management Wing, Tinker Air Force Base, Oklahoma
  - 638th Supply Chain Management Group, Robins Air Force Base, Georgia
    - 406th Supply Chain Management Squadron - Materiali
    - 407th Supply Chain Management Squadron - Avionica
    - 408th Supply Chain Management Squadron - Guerra Elettronica
    - 409th Supply Chain Management Squadron - Aerei
    - 410th Supply Chain Management Squadron - Equipaggiamento di supporto
    - 411th Supply Chain Management Squadron - Forze di operazioni speciali

  -  748th Supply Chain Management Group, Hill Air Force Base, Utah
    - 414th Supply Chain Management Squadron - ICBM
    - 415th Supply Chain Management Squadron - Spazio e C3I
    - 416th Supply Chain Management Squadron - Aerei
    - 417th Supply Chain Management Squadron - Carrelli di atterraggio
    - 419th Supply Chain Management Squadron - Sistemi di potenza secondari

  -  848th Supply Chain Management Group, Tinker Air Force Base, Oklahoma
    - 421st Supply Chain Management Squadron - Propulsione
    - 422nd Supply Chain Management Squadron - Strumentazione
    - 423rd Supply Chain Management Squadron - Accessori
    - 424th Supply Chain Management Squadron - Struttura

  -  948th Supply Chain Management Group, Tinker Air Force Base, Oklahoma
    - 418th Supply Chain Management Squadron - Materiale presso la Hill Air Force Base
    - 420th Supply Chain Management Squadron - Materiale presso la Tinker Air Force Base
    - 428th Supply Chain Management Squadron - Pianificazione
    - 429th Supply Chain Management Squadron - Trasformazione
    - 430th Supply Chain Management Squadron - Vendite militari all'estero
    - 431st Supply Chain Management Squadron - Sviluppo forza lavoro
- 635th Supply Chain Operations Wing, Scott Air Force Base, Illinois
  - 635th Supply Chain Operations Group
    - 435th Supply Chain Operations Squadron
    - 436th Supply Chain Operations Squadron
    - 437th Supply Chain Operations Squadron

  - 735th Supply Chain Operations Group, Joint Base Langley-Eustis, Virginia
    - 438th Supply Chain Operations Squadron
    - 439th Supply Chain Operations Squadron
    - 440th Supply Chain Operations Squadron
    - 441st Vehicle Support Chain Operations Squadron

  - 635th Materiel Maintenance Group, Holloman Air Force Base, Nuovo Messico
    - 635th Materiel Maintenance Squadron
    - 635th Munitions Maintenance Squadron

  - Air Force Petroleum Office, Fort Belvoir, Virginia